# Pac & Pal
Pac & Pal (яп. パック＆パル Пакку андо Пару) — аркадная видеоигра, разработанная японской компанией Namco и вышедшая в 1983 году. Предметы нужно было сначала разблокировать, переворачивая карты, распределенные по лабиринту (вместо того, чтобы есть ключи, как в Super Pac-Man). Эта игра вышла только в Японии.

## Сюжет
Прогуливаясь по городу, Пак-Мэн случайно сталкивается с салатовой незнакомкой по имени Миру, которая перед ним представляется. Пак-Мэн тоже перед ней представляется и они идут дальше гулять по парку, но им встречается привиденческая мафия, которая портит им прогулку. Пак-Мэну придётся улучшить прогулку для Миру и он ей поручает передавать вещи ему, если она увидит своими глазами.

## Геймплей
Ещё одна новая особенность игры Pac-Man (помимо Миру) — возможность стрельбы. Вместо того, чтобы иметь возбудителей, два съедобных предмета являются специфическим бонусным предметом раунда, который отображается внизу экрана после каждого нового раунда. Первые два — флагман Galaxian. Более поздние предметы включают: красную машину из Rally-X, труба, снеговик и даже другие Pac-Men. Когда Pac-Man ест их, вместо призраков, становящихся синими, он сам становится синим, и на мгновение имеет силу выплевывать луч, дым, музыкальную ноту, мерзкие лучи и миниатюрные версии себя в призраках (которые становятся фиолетовыми, а иногда и синими, в зависимости от предмета, используемого для их оглушения). Это оглушает их и дает знакомые значения очков 200, 400, 800 и 1600 за каждый выстрел-призрак. Пока призраки оглушены, Pac-Man может пройти сквозь них. Если ошеломляющий эффект иссякнет до того, как исчезнет способность к лучевой стрельбе, Pac-Man может снова выстрелить в призрака ещё на 1600 очков. Значение пункта не будет сброшено, если Pac-Man съест другой бонусный предмет до того, как эффект исчезнет.
Третий раунд и каждый последующий раунд — это бонусный раунд, в котором лабиринт содержит только карты, которые будут давать все большее количество очков при переворачивании. Когда Pac-Man переворачивает карту под Миру, игроки получают бонус, умноженный в два раза на их бонусный счет, когда раунд заканчивается. Карта с Блинки под ней приводит к завершению раунда. Pac-Man не потеряет жизнь, поэтому следует отметить отсутствие призраков в раунде.
Каждый раунд также имеет простой музыкальный фон, в отличие от любых предыдущих игр Pac-Man.

## О персонаже Миру
В этой игре представлен эксклюзивный персонаж: Миру (ミ ル), «приятель» в названии. Она — маленькая зелёная женщина-призрак (обозначается её волосяным бантом), похожая на крыжовника с ногами. Когда предмет разблокирован, она бродит, давая Pac-Man некоторое время, чтобы попытаться достать предмет. Через некоторое время она отнесет его в дом-призрак, где он будет потерян навсегда. Это может помочь в прохождении раунда, и если она принесет туда последний, он автоматически завершит раунд. Благодаря возможности использовать это преимущество, это может быть причиной, почему она известна как «приятель». На неё не влияют другие призраки. Чтобы получить максимальное количество очков от предметов в каждом раунде (и отличный бонус в конце), Pac-Man должен сначала съесть их или перехватить их у Миру.
Первоначально, игра собиралась быть выпущенной в США, и вместо Миру заменили бы Мира на Chomp-Chomp, собаку Pac-Man из серии мультфильмов, и название игры было бы изменено на Pac-Man & Chomp-Chomp. Но поскольку в то время Namco больше не работал с Midway, Pac-Man & Chomp Chomp так и не выпустили.
- Возраст: 17 лет.
- День рождения: 30 июля
- Друзья: Пак-Мэн
- Занятие: Уборщица

## Ремейки
Игра включена в 2007 Wii compilation Namco Museum Remix, а также её обновление 2010 (также на Wii), Namco Museum Megamix . Игра также представлена в сборнике Windows 1998 Namco History Vol. 3.
В 2019 году была выпущена аркада Pac-Man Arcade 1Up countercade cabinet, включая оригинальную аркадную игру Pac-Man и Pac & Pal.